# Kỷ Ẩn công
Kỷ Ẩn công (chữ Hán: 杞隐公; trị vì: 506 TCN), tên là Tự Khất, là vị vua thứ 16 của nước Kỷ - chư hầu nhà Chu trong lịch sử Trung Quốc.
Ông là con của Kỷ Điệu công, vua thứ 15 nước Kỷ. Năm 506 TCN, Kỷ Điệu công mất, ông lên nối ngôi vua.
Kỷ Ẩn công chỉ ở ngôi được 7 tháng thì bị em là Tự Toại giết hại giành ngôi báu, tức là Kỷ Ly công.